# هبراورگارد (آریزونا)
هبراورگارد (به انگلیسی: Heber-Overgaard) یک منطقهٔ مسکونی در ایالات متحده آمریکا است که در شهرستان ناواهو، آریزونا واقع شده‌است. هبراورگارد ۱۷٫۷۷ کیلومتر مربع مساحت و ۲٬۸۲۲ نفر جمعیت دارد و ۲٬۰۲۰ متر بالاتر از سطح دریا قرار دارد.